# Albert Šlesvicko-Holštýnský
Albert Šlesvicko-Holštýnský (Albert Jan Karel Fridrich Alfréd Jiří; 26. února 1869, Windsor – 27. dubna 1931, Primkenau) byl vnuk královny Viktorie. Narodil se jako druhý syn Viktoriiny dcery Heleny a jejího manžela Kristiána Šlesvicko-Holštýnského. V letech 1921 až 1931 byl hlavou rodu Oldenburků a rodu šlesvicko-holštýnsko-sonderbursko-augustenburského a šlesvicko-holštýnským vévodou.

## Mládí a vojenská kariéra

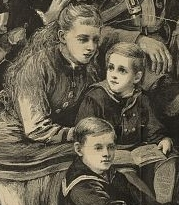
Princ Albert (vpravo nahoře) kolem roku 1877 se svou sestřenicí princeznou Šarlotou a bratrancem Arnoštem.

Princ Albert vyrůstal v Cumberland Lodge ve Windsor Great Park. V rodině mu říkali "Abby". Pokřtěn byl v soukromé kapli hradu Windsor 31. března 1869. Jeho kmotry byli dánská královna vdova (zastoupena královnou Viktorií), princezna z Walesu (zastoupena princeznou Luisou), hesenská princezna Alice (zastoupena vévodkyní z Roxburghe), vévoda z Edinburghu (zastoupen princem Arturem), šlesvicko-holštýnský vévoda (zastoupen princem Leopoldem), saský král (zastoupen baronem Oswaldem von Fabrice) a vévoda z Cambridge.
Stejně jako jeho starší bratr Kristián Viktor, kterého následoval do přípravné školy Lambrook v Berkshire, byl Albert předurčen k vojenské kariéře. Nicméně, zatímco Kristián Viktor byl v britské armádě, Albert sloužil v armádě pruské. Stal se poručíkem 1. hesenské gardy dragounů a nakonec dosáhl hodnosti podplukovníka ve 3. gardě hulánů. Za první světové války byl německým císařem omluven ze služby proti Britům a válku strávil v Berlíně ve štábu guvernéra města.

## Vévodství
V roce 1921 se stal po smrti svého bezdětného bratrance Ernesta Gunthera hlavou šlesvicko-holštýnsko-sonderbursko-augustenburského rodu, starší větvi rodu Oldenburků, k němuž náležel šlesvicko-holštýnsko-sonderbursko-glücksburský vévoda, ruský car a dánský, norský a řecký král.
Následníkem bezdětného Alberta se stal jeho vzdálený bratranec Fridrich Ferdinand Šlesvicko-Holštýnský, který byl také manželem jeho sestřenice Karolíny Matyldy.
Albert zemřel 27. dubna 1931 v Primkenau ve věku 62 let.

## Dcera

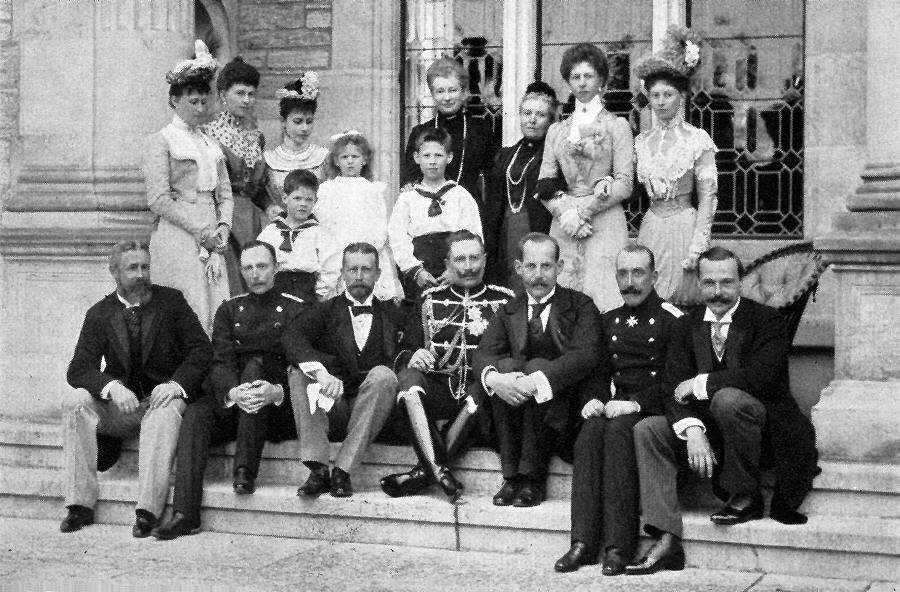
Princ Albert (spodní řada, druhý zprava) se členy své rodiny v květnu 1900

Albert se nikdy neoženil, stal se však otcem nemanželské dcery Valerie Marie. Narodila se 3. dubna 1900 v Liptovském Mikuláši v uherské části Rakouska-Uherska. Téměř okamžitě po narození byla svěřena Anně Rosenthalové a jejímu manželovi Rubinu Schwalbovi židovského původu. 15. dubna 1931, krátce před svou smrtí, jí Albert napsal přiznání o svém otcovství. 12. května si jméno své pěstounské rodiny Schwalb změnila na "zu Schleswig-Holstein".
Jméno její matky nebylo nikdy zveřejněno. Albert ho nikomu neřekl. Svým sestrám řekl, že to byla žena "vysoce urozeného narození".
28. června 1925 se Valerie Marie (před Albertovým uznáním otcovství) ve Vídni provdala za právníka Ernsta Johanna Wagnera, 14. února 1938 se však rozvedli; bezdětné manželství bylo formálně anulováno 4. října 1940 v Salcburku. Když měla v úmyslu se znovu vdát, bylo důležité oficiálně ustanovit její původ, protože norimberské zákony zakazovaly sňatek mezi Židy a Árijci. Původ byl stanoven za pomoci jejích tet, princezen Heleny Viktorie a Marie Louisy; 26. července 1938 podepsali prohlášení potvrzující její otcovskou linii a oficiálně ji uznali.
15. června 1939 se Valerie Marie v Berlíně občansky provdala za prince Engelberta Karla, 10. vévodu z Arenbergu, po anulování jejího prvního manželství se v Münsteru 9. října 1940 konal jejich církevní sňatek; stejně jako její první svazek, i tento zůstal bezdětný. Valerie Marie zemřela 14. dubna 1953 v Nice ve Francii. Příčinou její smrti byla sebevražda.

## Tituly, oslovení a vyznamenání

### Tituly a oslovení
- 1869–1921: Jeho Výsost princ Albert Šlesvicko-Holštýnský
- 1921–1931: Jeho Výsost vévoda Albert Šlesvicko-Holštýnský

### Vyznamenání
- Anhaltské vévodství: Domácí řád Albrechta Medvěda, 1891
- Spojené království Velké Británie a Irska: Řád lázně, 27. listopadu 1900

## Vývod z předků
|                             |                                                                        |  |                                      |                                                          |  |  |  |  |  |  |  | Frederik Kristián I. Šlesvicko-Holštýnsko-Sonderbursko-Augustenburský |
|                             |                                                                        |  |                                      |                                                          |  |  |  |  |  |  |  |                                                                       |
|                             | Frederik Kristián II. Šlesvicko-Holštýnsko-Sonderbursko-Augustenburský |  |                                      |                                                          |  |  |  |  |  |  |  |                                                                       |
|                             |                                                                        |  |                                      |                                                          |  |  |  |  |  |  |  |                                                                       |
|                             |                                                                        |  |                                      | Šarlota Amálie Šlesvicko-Holštýnsko-Sonderbursko-Plönská |  |  |  |  |  |  |  |                                                                       |
|                             |                                                                        |  |                                      |                                                          |  |  |  |  |  |  |  |                                                                       |
|                             | Kristián August II. Šlesvicko-Holštýnsko-Sonderbursko-Augustenburský   |  |                                      |                                                          |  |  |  |  |  |  |  |                                                                       |
|                             |                                                                        |  |                                      |                                                          |  |  |  |  |  |  |  |                                                                       |
|                             |                                                                        |  |                                      | Johann Friedrich Struensee, Kristián VII. Dánský         |  |  |  |  |  |  |  |                                                                       |
|                             |                                                                        |  |                                      |                                                          |  |  |  |  |  |  |  |                                                                       |
|                             | Luisa Augusta Dánská                                                   |  |                                      |                                                          |  |  |  |  |  |  |  |                                                                       |
|                             |                                                                        |  |                                      |                                                          |  |  |  |  |  |  |  |                                                                       |
|                             |                                                                        |  |                                      | Karolina Matylda Hannoverská                             |  |  |  |  |  |  |  |                                                                       |
|                             |                                                                        |  |                                      |                                                          |  |  |  |  |  |  |  |                                                                       |
|                             | Kristián Šlesvicko-Holštýnský                                          |  |                                      |                                                          |  |  |  |  |  |  |  |                                                                       |
|                             |                                                                        |  |                                      |                                                          |  |  |  |  |  |  |  |                                                                       |
|                             |                                                                        |  |                                      | Frederik Christian Danneskiold-Samsøe                    |  |  |  |  |  |  |  |                                                                       |
|                             |                                                                        |  |                                      |                                                          |  |  |  |  |  |  |  |                                                                       |
|                             | Kristián Konrád Danneskioldsko-Samsøeský                               |  |                                      |                                                          |  |  |  |  |  |  |  |                                                                       |
|                             |                                                                        |  |                                      |                                                          |  |  |  |  |  |  |  |                                                                       |
|                             |                                                                        |  |                                      | Frederikke Louise von Kleist                             |  |  |  |  |  |  |  |                                                                       |
|                             |                                                                        |  |                                      |                                                          |  |  |  |  |  |  |  |                                                                       |
|                             | Luisa Žofie z Danneskiold-Samsøe                                       |  |                                      |                                                          |  |  |  |  |  |  |  |                                                                       |
|                             |                                                                        |  |                                      |                                                          |  |  |  |  |  |  |  |                                                                       |
|                             |                                                                        |  |                                      | Frederik Christian Kaas                                  |  |  |  |  |  |  |  |                                                                       |
|                             |                                                                        |  |                                      |                                                          |  |  |  |  |  |  |  |                                                                       |
|                             | Henrietta Danneskioldsko-Samsøeská                                     |  |                                      |                                                          |  |  |  |  |  |  |  |                                                                       |
|                             |                                                                        |  |                                      |                                                          |  |  |  |  |  |  |  |                                                                       |
|                             |                                                                        |  |                                      | Edele Sofie Kaas Sparre til huset Nedergaard             |  |  |  |  |  |  |  |                                                                       |
|                             |                                                                        |  |                                      |                                                          |  |  |  |  |  |  |  |                                                                       |
| Albert Šlesvicko-Holštýnský |                                                                        |  |                                      |                                                          |  |  |  |  |  |  |  |                                                                       |
|                             |                                                                        |  |                                      |                                                          |  |  |  |  |  |  |  |                                                                       |
|                             |                                                                        |  | František Sasko-Kobursko-Saalfeldský |                                                          |  |  |  |  |  |  |  |                                                                       |
|                             |                                                                        |  |                                      |                                                          |  |  |  |  |  |  |  |                                                                       |
|                             | Arnošt I. Sasko-Kobursko-Saalfeldský                                   |  |                                      |                                                          |  |  |  |  |  |  |  |                                                                       |
|                             |                                                                        |  |                                      |                                                          |  |  |  |  |  |  |  |                                                                       |
|                             |                                                                        |  |                                      | Augusta Reussová z Ebersdorfu                            |  |  |  |  |  |  |  |                                                                       |
|                             |                                                                        |  |                                      |                                                          |  |  |  |  |  |  |  |                                                                       |
|                             | Albert Sasko-Kobursko-Gothajský                                        |  |                                      |                                                          |  |  |  |  |  |  |  |                                                                       |
|                             |                                                                        |  |                                      |                                                          |  |  |  |  |  |  |  |                                                                       |
|                             |                                                                        |  |                                      | Augustus Sasko-Gothajsko-Altenburský                     |  |  |  |  |  |  |  |                                                                       |
|                             |                                                                        |  |                                      |                                                          |  |  |  |  |  |  |  |                                                                       |
|                             | Luisa Sasko-Gothajsko-Altenburská                                      |  |                                      |                                                          |  |  |  |  |  |  |  |                                                                       |
|                             |                                                                        |  |                                      |                                                          |  |  |  |  |  |  |  |                                                                       |
|                             |                                                                        |  |                                      | Luisa Šarlota Meklenbursko-Zvěřínská                     |  |  |  |  |  |  |  |                                                                       |
|                             |                                                                        |  |                                      |                                                          |  |  |  |  |  |  |  |                                                                       |
|                             | Helena Britská                                                         |  |                                      |                                                          |  |  |  |  |  |  |  |                                                                       |
|                             |                                                                        |  |                                      |                                                          |  |  |  |  |  |  |  |                                                                       |
|                             |                                                                        |  |                                      | Jiří III. Britský                                        |  |  |  |  |  |  |  |                                                                       |
|                             |                                                                        |  |                                      |                                                          |  |  |  |  |  |  |  |                                                                       |
|                             | Eduard August Hannoverský                                              |  |                                      |                                                          |  |  |  |  |  |  |  |                                                                       |
|                             |                                                                        |  |                                      |                                                          |  |  |  |  |  |  |  |                                                                       |
|                             |                                                                        |  |                                      | Šarlota Meklenbursko-Střelická                           |  |  |  |  |  |  |  |                                                                       |
|                             |                                                                        |  |                                      |                                                          |  |  |  |  |  |  |  |                                                                       |
|                             | Královna Viktorie                                                      |  |                                      |                                                          |  |  |  |  |  |  |  |                                                                       |
|                             |                                                                        |  |                                      |                                                          |  |  |  |  |  |  |  |                                                                       |
|                             |                                                                        |  |                                      | František Sasko-Kobursko-Saalfeldský                     |  |  |  |  |  |  |  |                                                                       |
|                             |                                                                        |  |                                      |                                                          |  |  |  |  |  |  |  |                                                                       |
|                             | Viktorie Sasko-Kobursko-Saalfeldská                                    |  |                                      |                                                          |  |  |  |  |  |  |  |                                                                       |
|                             |                                                                        |  |                                      |                                                          |  |  |  |  |  |  |  |                                                                       |
|                             |                                                                        |  |                                      | Augusta Reussová z Ebersdorfu                            |  |  |  |  |  |  |  |                                                                       |
|                             |                                                                        |  |                                      |                                                          |  |  |  |  |  |  |  |                                                                       |